# Shinobi vs. Dragon Ninja
Shinobi vs. Dragon Ninja è il primo singolo dei Lostprophets, estratto dall'album Thefakesoundofprogress.

## La canzone
Il titolo prende spunto dai videogiochi Shinobi e Bad Dudes vs. Dragon Ninja. Secondo quanto affermato il cantante Ian Watkins, la canzone, scritta in meno di un'ora, è stata ispirata dalla nostalgia della band riguardo alla loro infanzia nella cittadina di Pontypridd, South Wales, e dal videogioco di Shinobi cui erano soliti giocare al Park View Cafè del paese. Watkins ha affermato anche "Non abbiamo mai terminato uno show senza suonare questa canzone".

## Video musicale
Il videoclip mostra la band esibirsi davanti a una folla in un parcheggio dismesso di Edmonton, London Borough of Enfield.

## Tracce
CD 1
1. Shinobi vs. Dragon Ninja
2. Directions
3. The Lesson Part 1

CD 2
1. Shinobi vs. Dragon Ninja
2. Still Laughing live
3. Miles Away From Nowhere

Vinile 7"
1. Shinobi vs. Dragon Ninja
2. Miles Away From Nowhere

## Formazione
- Ian Watkins - voce
- Lee Gaze - chitarra
- Mike Lewis - chitarra
- Stuart Richardson - basso
- Mike Chiplin - batteria
- DJ Stepzak - giradischi